# 金東真
金東真（김동진，1973年6月9日—），南韓足球裁判，常被误翻译为金東進。
他於2005年成為國際足協轄下的國際裁判， 得以為國際性賽事裁決，而他首場判法的賽事是2005年東亞盃日本對中國。此外，他曾為亞冠杯、亞洲國家杯外圍賽和2014年世界杯的亞洲區外圍賽判法。